# Villa Claudia (Feldkirch)

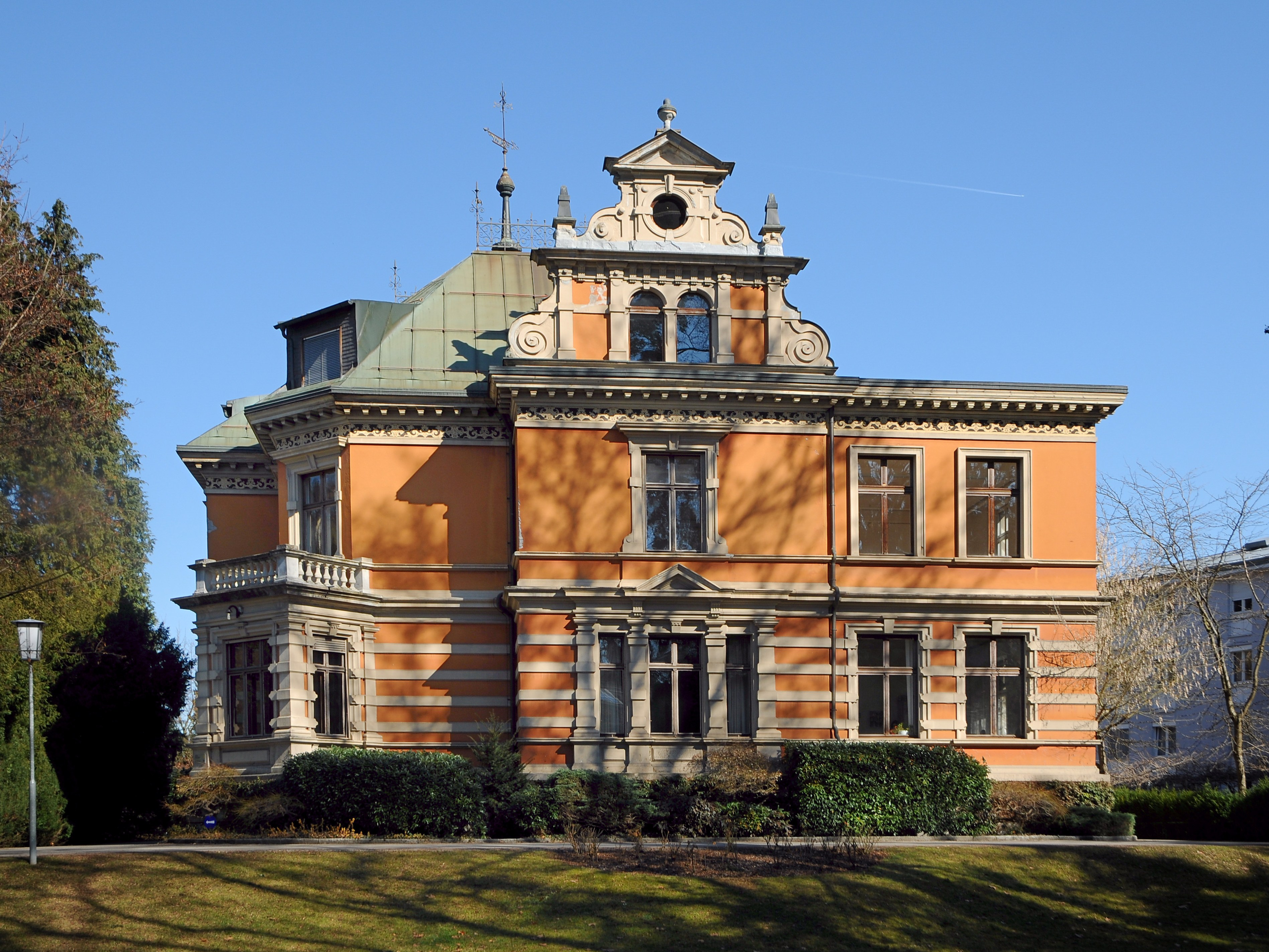
Villa Claudia in Feldkirch

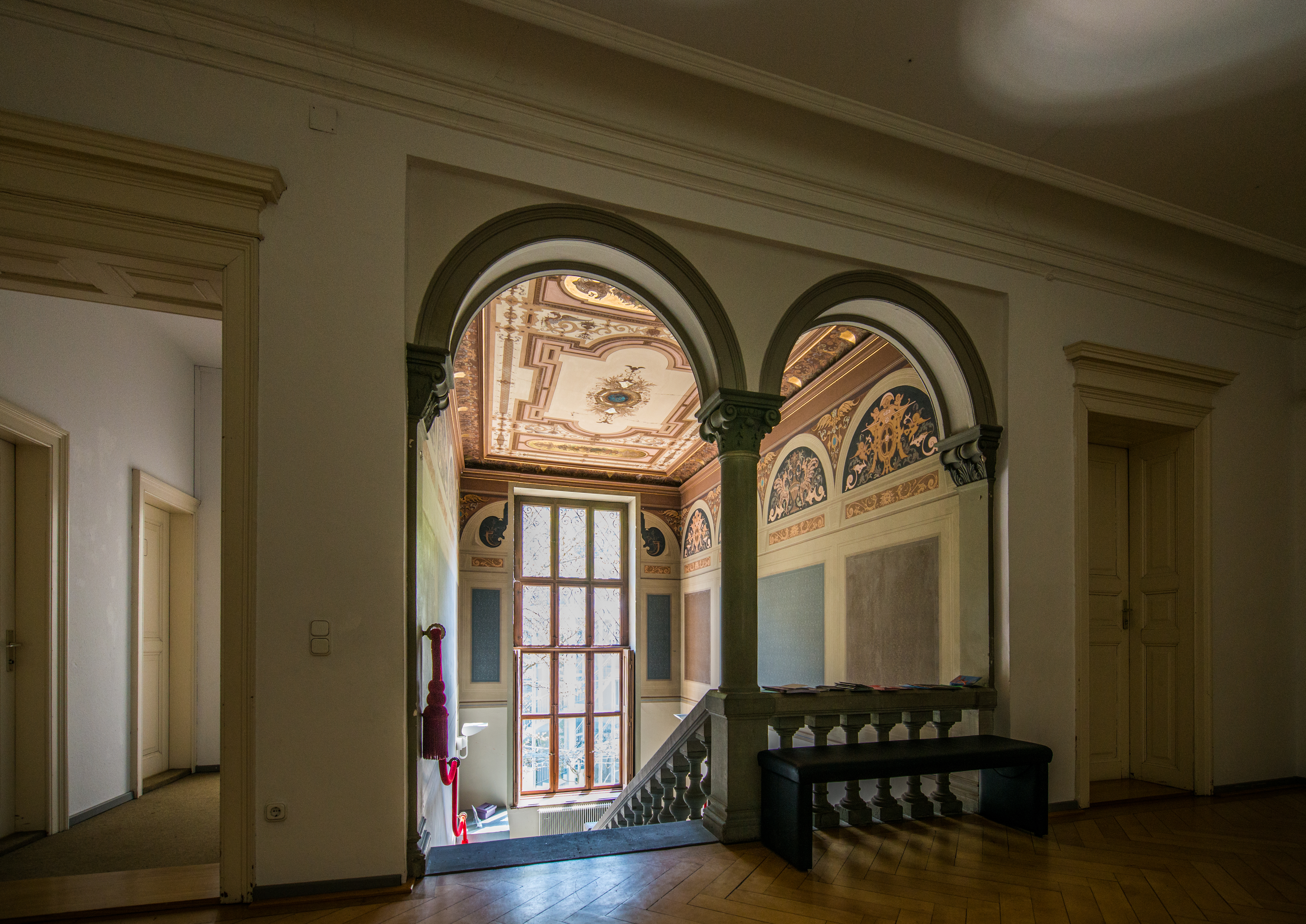
Obergeschoß, Blick zum Stiegenhaus

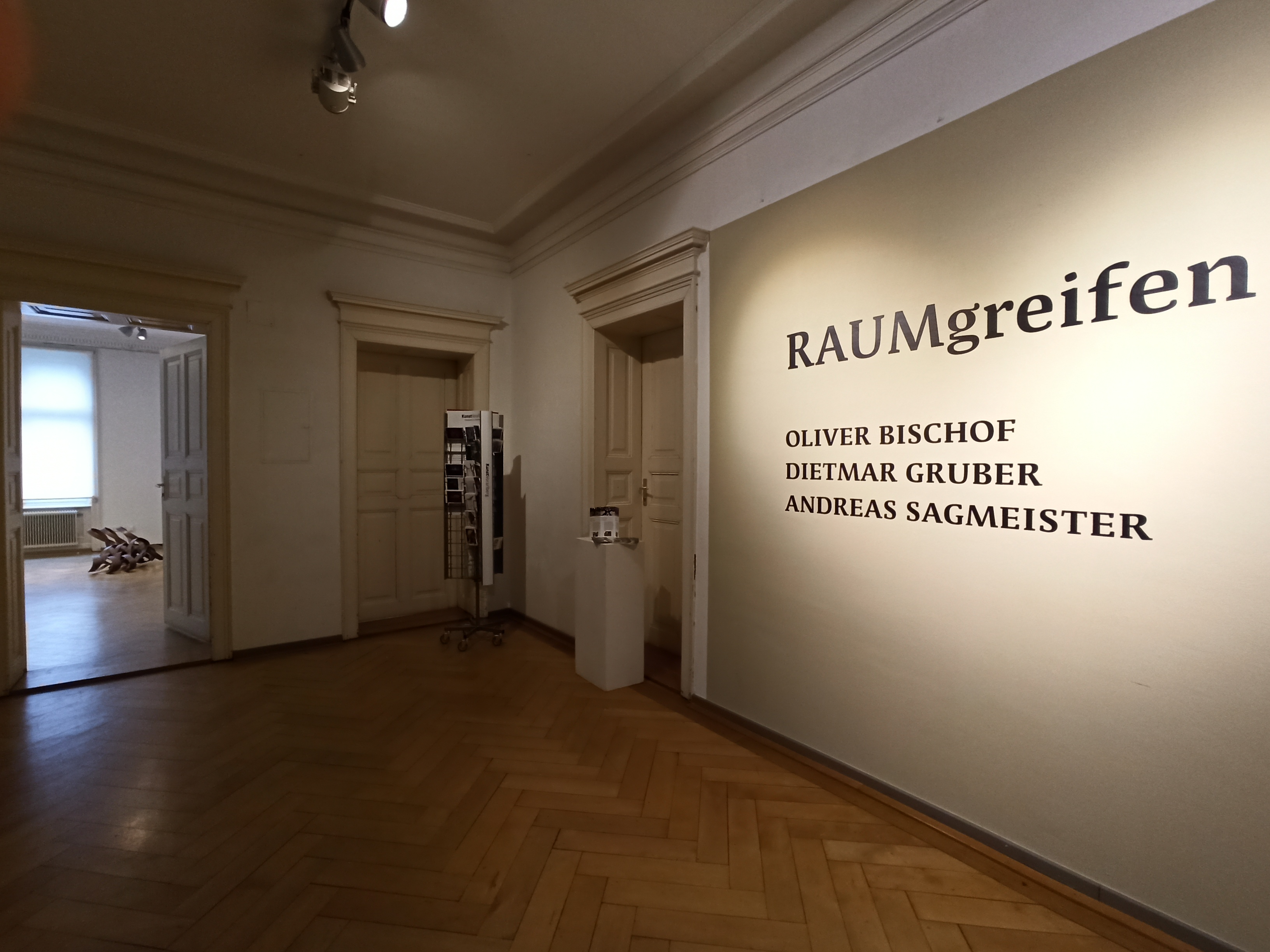
Ausstellung RAUMgreifen 2021

Die Villa Claudia bzw. Villa Ganahl steht an der Bahnhofstraße Nr. 6 in der Stadtgemeinde Feldkirch in Vorarlberg.  Die Villa steht unter Denkmalschutz (Listeneintrag).

## Geschichte
Die Villa wurde 1884 nach den Plänen des Architekten Schellenberg und Karl Holzhammer erbaut.

## Architektur
Die reich gestaltete Villa mit einem asymmetrischen Grundriss mit einem mächtigen Turm mit einem Zwiebelhelm zeigt altdeutsche und barockisierende Stilformen. Die Fassade zeigt reich gegliederte Fensterformen im Hauptgeschoß und ein gemaltes Fries in der Dachzone, ebendort gibt es einen altdeutschen Giebel mit einem Firstgitter.
Das Innere der Villa zeigt mehrere original erhaltene reich ausgestattete Räume.

## Ausstellungen
- 2021 RAUMgreifen – Stahlskulpturen in und bei der Villa Claudia mit Oliver Bischof, Dietmar Gruber und Andreas Sagmeister[1]